# Svenska mästerskapen i dressyr 1997
Svenska mästerskapen i dressyr 1997 avgjordes i Strömsholm. Tävlingen var den 47:e upplagan av Svenska mästerskapen i dressyr.

## Resultat
| Placering | Ryttare               | Häst            |
| --------- | --------------------- | --------------- |
| 1         | Pernilla André        | Bombay procent  |
| 2         | Annette Solmell       | Flyinge Strauss |
| 3         | Ulla Håkanson         | Flyinge Bobby   |
| 4         | Jan Brink             | Kleber Martini  |
| 5         | Kerstin Dahlberg      | Oscar           |
| 6         | Ann Sophie Mannerfelt | Athletico       |